# زینه‌کو
زینه‌کو (به لاتین: Zeynəko) یک منطقه مسکونی در جمهوری آذربایجان است که در شهرستان لریک واقع شده است. زینه‌کو ۱۶۵ نفر جمعیت دارد.

## ریشه واژه
این روستا در سده نوزدهم میلادی ایجاد شد. برخی آن را از هم‌نشینی دو واژه زینه (نام) و که یا کُ تالشی به‌معنی خانه با معنی کامل خانه زینه می‌دانند. برخی آن را از هم‌نشینی دو واژه ذیل و کوه (ذیل‌کوه) به‌معنی پایین کوه می‌دانند. برخی نیز آن را از هم‌نشینی سه واژه تالشی گینه به‌معنی پایین، که به‌معنی خانه و اُن (پسوند مکان) به‌معنی خانه‌های پایین می‌دانند.